# Стоян Ризов
Стоян Ризов (болг. Стоян Ангелов Ризов; 1953, Софія — 3 травня 2012) — болгарський дипломат. Надзвичайний і Повноважний Посол Республіки Болгарія в Республіці Казахстан (2009—2012).

## Життєпис
Вищу освіту здобув у Софійському університеті та Дипломатичній академії МЗС СРСР. У 1983 році на дипломатичній роботі в Міністерстві закордонних справ Болгарії. Пройшовши поспіль усі дипломатичні щаблі, він представляв інтереси Болгарії в Бангкоку (Таїланд) і Каїрі (Єгипет). Адвокат Софійської колегії адвокатів (1998—2005). Радник міністра внутрішніх справ Румен Петков (2005—2008). Він був членом послідовно двох органів Ради директорів Болгарського дипломатичного товариства. з 12 квітня 2009 по 2012 рр. — Надзвичайний і Повноважний Посол Республіки Болгарія в Республіці Казахстан.